# نوزاد (مياندشت)
نوزاد (بالفارسية: نوزاد) هي قرية تقع في إيران في Miyandasht Rural District. يقدر عدد سكانها بـ 519 نسمة بحسب إحصاء 2016.